# Robrecht Holman

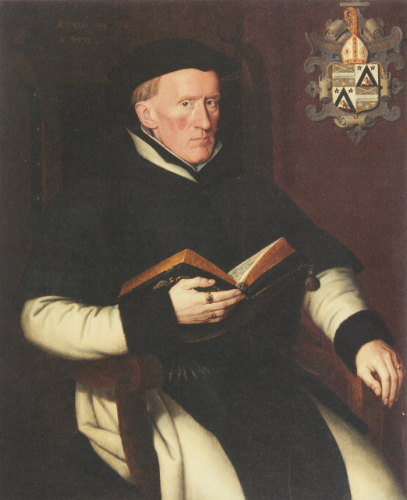
Robrecht Holman

Robrecht Holman (Sluis, 1520/1521 – Brugge, 29 december 1579) was abt van de Abdij Onze-Lieve-Vrouw Ten Duinen te Koksijde.

## Levensloop
Robrecht Holman werd in 1520 of 1521 in Sluis geboren, dat toen bij Vlaanderen hoorde.
Nog piepjong, in 1535 werd hij monnik in de Duinenabdij.
Van 1554 tot 1556 was hij prior. Kort na 1556 werd hij biechtvader van de zusters van Spermalie.
In 1568 werd Robrecht verkozen tot abt Robrecht III Holman.
Meteen daarna werd hij beschuldigd van tegennatuurlijke ontucht - na onderzoek bleken de aantijgingen onjuist te zijn.
In 1569 liet hij de abtswoning verbouwen en werd deze samen met het poortgebouw en het gastenkwartier omringd door een nieuwe kloostermuur en aldus omgevormd tot een mini-abdij voor de resterende 30 monniken. De rest van de abdij was immers onbruikbaar geworden door de vernielingen van de afgelopen jaren.
De bewoners kregen af te rekenen met stijgend grondwater. Bovendien overstroomden in 1570 heel wat landbouwgronden van de abdij.
In 1572 verloor de abdij grote delen van bezittingen in het huidige Zeeuws-Vlaanderen aan de Geuzen. De financiële toestand werd alsmaar erger. In 1578 haalden Veurnse calvinisten de abdij volledig leeg en verkochten de inboedel.
Abt Holman vluchtte met de resterende monniken naar de refugehuizen van Veurne, Nieuwpoort en Brugge. Slechts enkele monniken bleven achter in de bouwvallige abdij.
In 1579 huurden de calvinisten vaklui in om de abdij volledig te beginnen afbreken en het bouwmateriaal te verkopen. Enkel de klokkentoren hielden ze als baken voor de scheepvaart.
Abt Robrecht woonde met de meeste monniken in het refugehuis van de Duinenabdij, aan de Snaggaartstraat te Brugge. Een zestal monniken bleef in Ten Bogaerde, niet ver van de vervallen abdij.
De abt was inmiddels ziek geworden en vroeg in 1576 een coadjutor om hem bij te staan. De monniken verkozen Laurentius van den Berghe als coadjutor met recht van opvolging. Een deel van de monniken ging niet akkoord en vestigde zich onder leiding van Paschier Verhel in het refugehuis te Sint-Omaars.
De abt stierf op 29 december 1579 te Brugge.

## Monniken ten tijde van abt Robrecht III Holman
- Thomas Gabyt (1506-1579) - Engelse monnik, verbleef vanaf 1567 in de Duinenabdij. Hij werd kapelaan in de Abdij Ter Hage te Axel en verhuisde in 1574 met de abdij naar Gent.
- Pieter Cappon (1539 - Hulst, 1586, monnik sinds 1555, subprior en ontvanger van Hof te Zande.
- Paschier Verhel ( overleden te Sint-Omaars op 31 mei 1614), monnik, subprior en ontvanger van Hof te Zande. Is het oneens met de verkiezing van abt Laurentius van den Berghe en trekt zich terug in het refugehuis te Sint-Omaars.
- Gerard Borluut (geboren te Gent, overleden te Sint-Omaars op 5 juni 1579) - monnik (1542) en prior (1566) - vanaf 1574 rector van het klooster van Ravensberg (regio Sint-Omaars).